# Korjaken
Die Korjaken sind ein Volk auf der Halbinsel Kamtschatka im äußersten Osten Russlands. Sie leben vorwiegend im Autonomen Kreis der Korjaken. Ihre Anzahl beträgt etwa 8000.

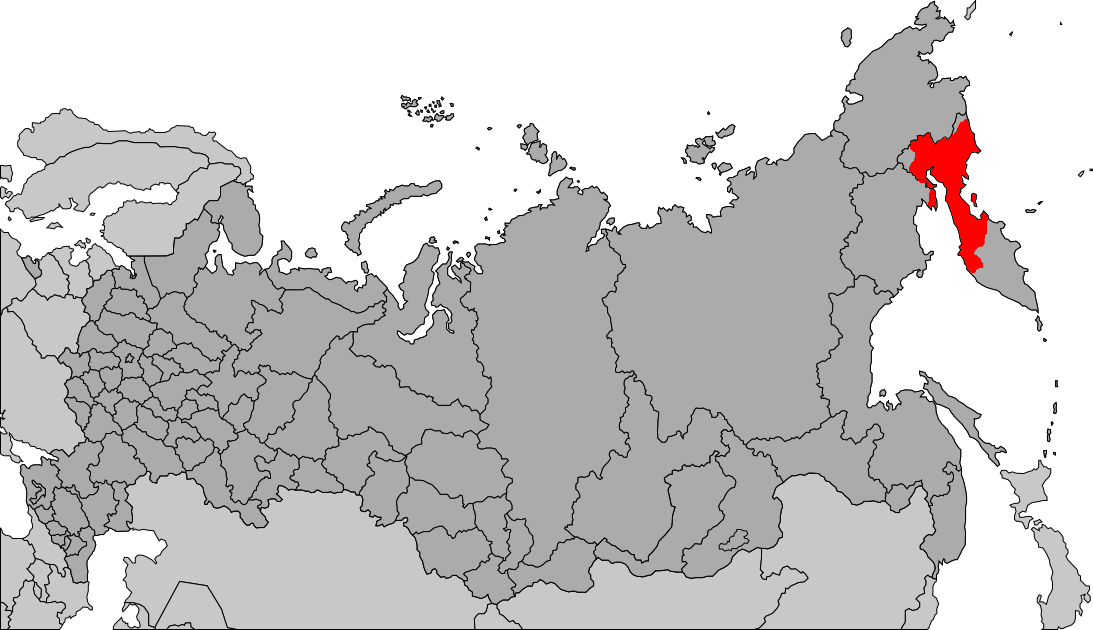
Siedlungsgebiet der Korjaken

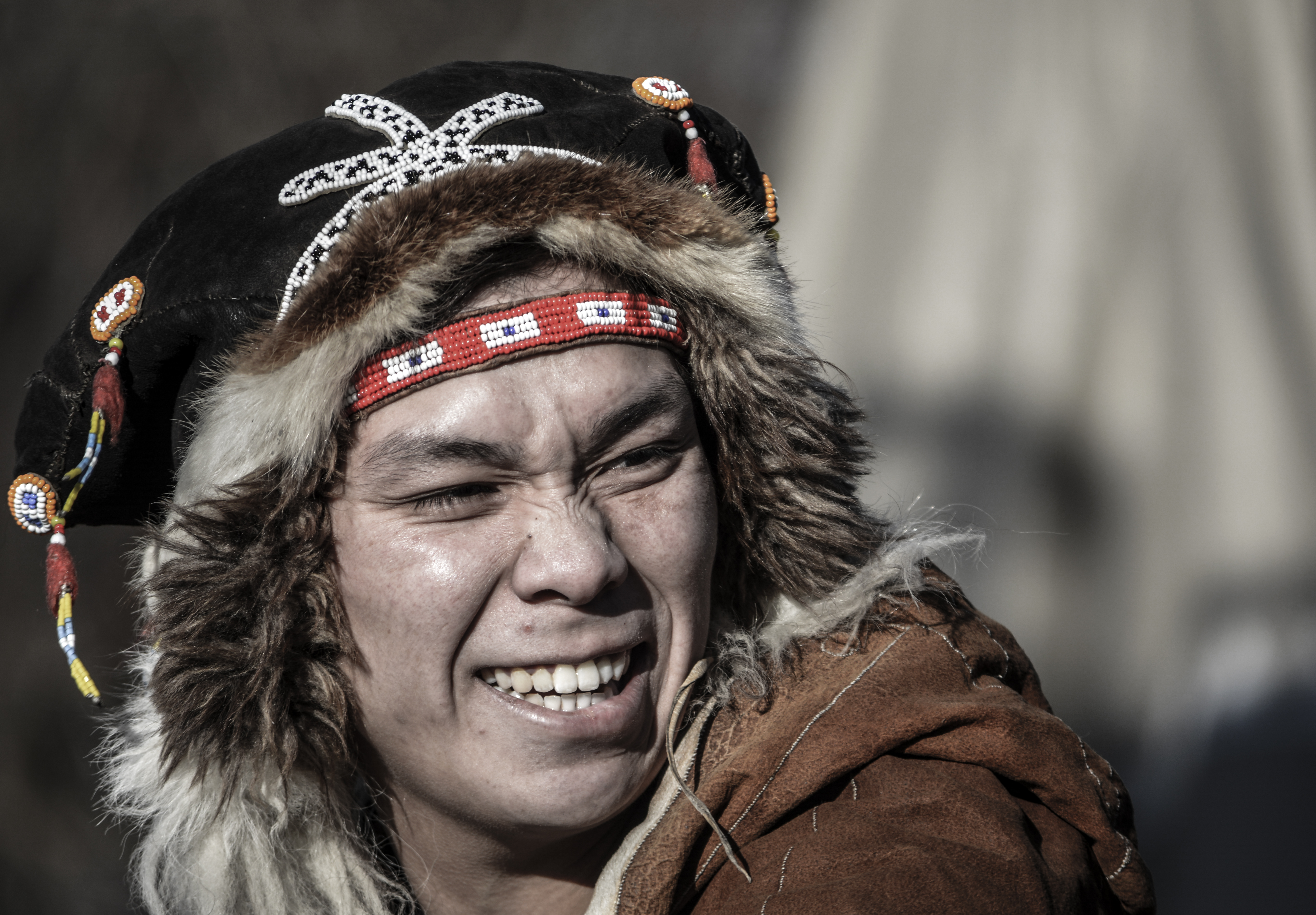
Porträt eines korjakischen Tänzers (2015)

## Sprache
Die korjakische Sprache gehört mit dem nahe verwandten Tschuktschischen zur Gruppe der tschuktscho-kamtschadalischen Sprachen.

## Lebensweise

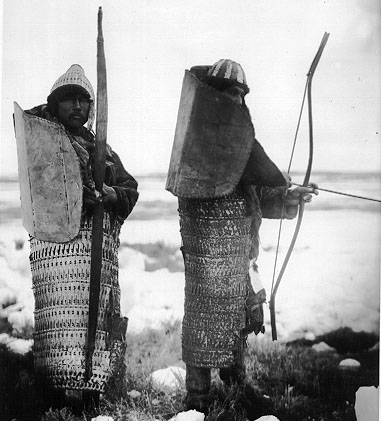
Korjaken mit ihren Waffen um 1900

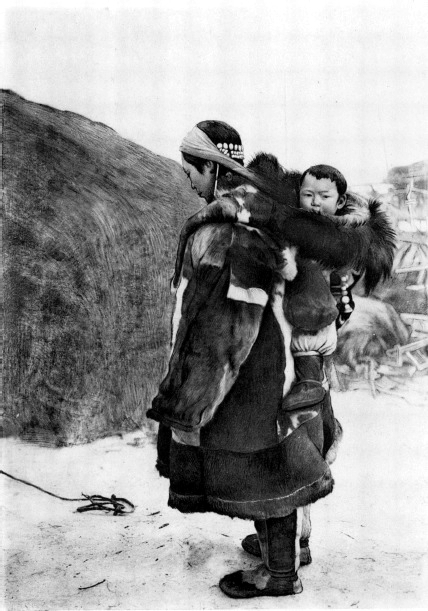
Korjakin mit Kind um 1900

Vor Ankunft der Russen lebten die Korjaken in patriarchal strukturierten Großfamilien. Es gab sowohl nomadische, rentierzüchtende Gruppen als auch sesshafte Gruppen, die von der Jagd und vom Walfang lebten. Ende des 19. Jahrhunderts gingen die Erträge aus dem Walfang drastisch zurück, da amerikanische Walfänger die Walbestände stark dezimierten, und der Fischfang begann eine Rolle zu spielen. Zu Sowjetzeiten wurden die nomadischen Stämme sesshaft gemacht und die Rentierhaltung in großem Stil eingeführt.

## Religion
Bis zur Christianisierung durch die Russisch-Orthodoxe Kirche (Beginn im 17. Jahrhundert, nennenswert jedoch erst ab Ende des 19. Jahrhunderts) war der sogenannte „klassische Schamanismus“ die ethnische Religion der Korjaken. Der Ethnologe Klaus E. Müller spricht hier von „Elementarschamanismus“ und meint damit die archaischste Form dieser spirituellen Praxis, die typisch für sibirische Ethnien war, bei denen die Jagd kulturell eine herausragende Rolle spielte. Bei den Korjaken existierte ein „Familienschamanismus“; jedes Familienmitglied besaß eine heilige Schamanentrommel.
Die Christianisierung hat bei vielen abgelegenen Völkern Sibiriens nur oberflächlich stattgefunden, so dass synkretistische Mischreligionen heute häufig sind. Die Korjaken gehören zu den Völkern, die auch heute noch größtenteils der Tradition des Schamanismus folgen.

## Politik
Politisch sind die Korjaken der Gruppe der kleinen indigenen Völker des russischen Nordens, Sibiriens und des russischen Fernen Ostens zugeordnet, die im Dachverband RAIPON organisiert sind.